# Vytautas Landsbergis
Vytautas Landsbergis (pronúnciaⓘ; Kaunas, 18 de outubro de 1932) é um político, professor e conservador lituano, e membro do Parlamento Europeu. Ele foi o primeiro chefe de Estado da Lituânia após a declaração de independência da União Soviética, e serviu como presidente do Parlamento lituano. Landsbergis é um intelectual ativo na política lituana por quase duas décadas, e que desempenhou um papel de liderança no processo de recuperação da independência de seu país e o fim da União Soviética. Ele também é autor de vinte livros sobre vários assuntos, incluindo uma biografia de Mikalojus Konstantinas Čiurlionis, política e música.

## Vida
Landsbergis nasceu em 1932 em uma família em Kaunas, filho de um arquiteto e um oftalmologista. Em 1952, aos vinte anos, ele ficou em terceiro lugar no torneio oficial de xadrez local lituano, em 1955 ele se formou no Conservatório de Música de Vilnius e em 1969 ele escreveu seu doutorado na Universidade de Kaunas, em seguida, serviu como professor no Conservatório de Música e na Faculdade de Pedagogia da mesma cidade desde o final da década de 1970.

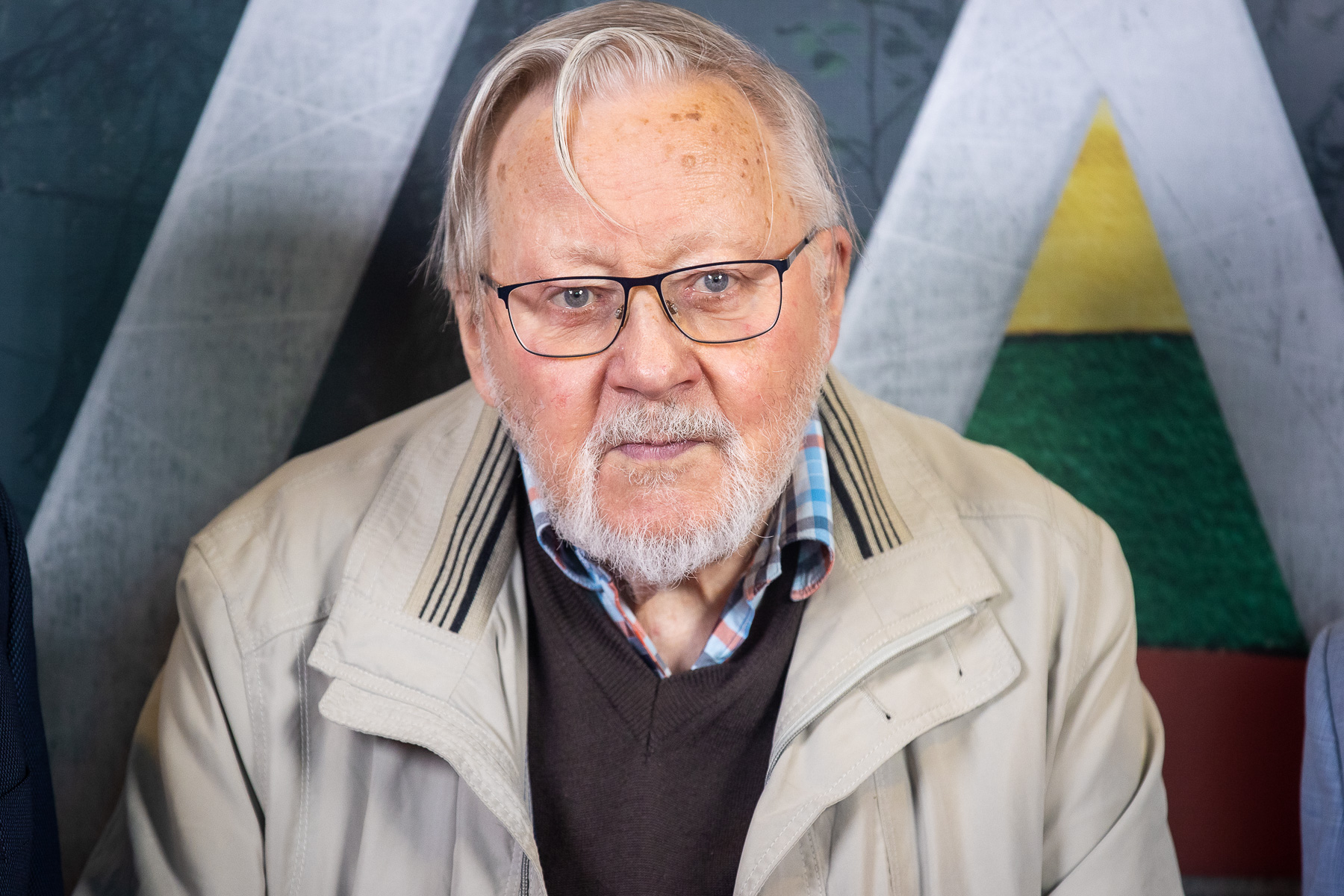
Landsbergis in 2023

Em 1988, Landsbergis entrou na política como um dos fundadores do movimento nacionalista lituano Sąjūdis. Enquanto Landsbergis e outros militantes defendiam o renascimento cultural lituano, a liberalização política trazida pela perestroika e pela glasnost da União Soviética permitiu que a liderança Sąjūdis defendesse abertamente em 1989 a restauração da independência da Lituânia, restaurando o status quo que existia antes da ocupação soviética de junho de 1940. Neste contexto, Landsbergis entrou no parlamento da Lituânia soviética nas eleições do mesmo ano. Após uma crescente radicalização das posições dos Sąjūdis após o sucesso das Revoluções de 1989 na Europa Oriental, Landsbergis presidiu a sessão do parlamento báltico que em 11 de março de 1990 aprovou por ampla maioria para restaurar a independência da Lituânia, e foi eleito presidente do Estado lituano restabelecido.
Landsbergis foi presidente da Lituânia durante o período de lutas pela restauração da independência, que incluiu a reocupação militar soviética de Vilnius e Kaunas, até a dissolução da União Soviética em dezembro de 1991. Ele renunciou ao poder em novembro de 1992 para Algirdas Brazauskas, mas concorreu novamente ao parlamento lituano em 1996, mantendo um assento até 2000. Ainda ativo na política de seu país, Landsbergis é membro do Parlamento Europeu pela Lituânia desde 2004.

## Publicações
- Visas Čiurlionis, 2008.
- Karaliaučius ir Lietuva: nuostatos ir idėjos, 2003.
- Pusbrolis Motiejus: knyga apie Stasį Lozoraitį iš jo laiškų ir pasisakymų, 2002.
- Sunki laisvė: 1991 m. ruduo – 1992 m. ruduo, 2000.
- Landsbergis aria, 1997.
- Lūžis prie Baltijos: politinė autobiografija, 1997.
- Čiurlionio muzika, 1996.
- Tėvynės valanda, 1993.
- Atgavę viltį: pertvarkos tekstų knygelė, 1990.
- Sonatos ir fugos / M.K. Čiurlionis [editor], 1980.
- Čiurlionio dailė, 1976.